# Christus Pantokrator (Sinai)

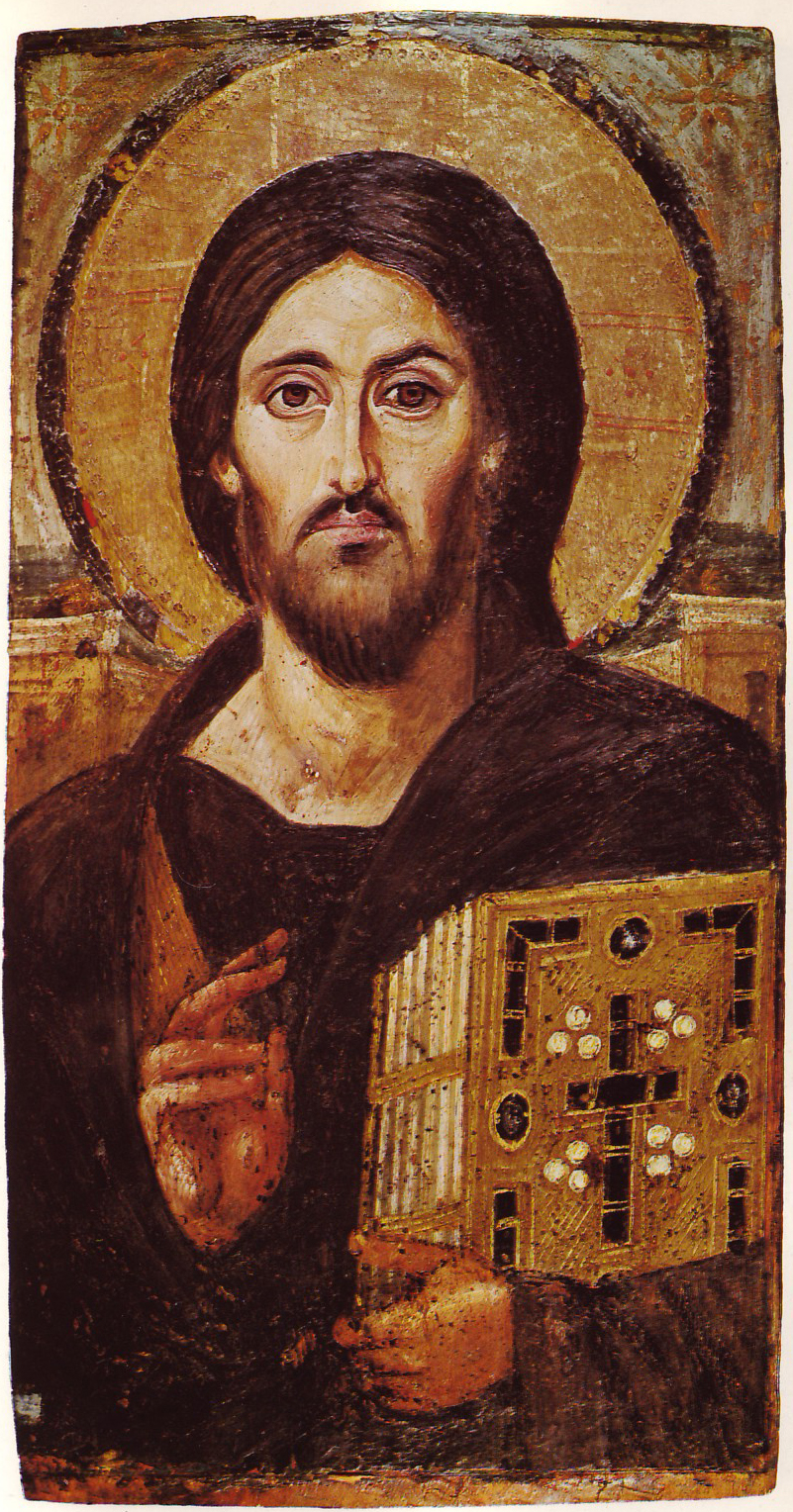
Christus-Pantokrator-Ikone

Die Ikone des Christus Pantokrator gehört zu den Schätzen des Katharinenklosters auf dem Sinai, eines ägyptischen UNESCO-Welterbes. Sie ist sowohl eine der ältesten als auch der bedeutendsten byzantinischen Ikonen überhaupt.

## Provenienz
Wahrscheinlich entstand die Christus-Pantokrator-Ikone in der ersten Hälfte des 6. Jahrhunderts in Konstantinopel und gelangte bald darauf in das Katharinenkloster, wo sie sich seitdem befindet. (Ebenso gut könnte sie von der Hand eines Konstantinopolitaner Künstlers an Ort und Stelle im Sinai geschaffen worden sein, im Rahmen der Ausstattung des neu gegründeten Katharinenklosters.) Für die byzantinischen Ikonoklasten des 8. und 9. Jahrhunderts (siehe: byzantinischer Bilderstreit) war das Katharinenkloster außer Reichweite, denn es befand sich im Herrschaftsgebiet des Islam. Günstig für die Erhaltung früher Ikonen war auch das Wüstenklima.
Unter Schichten von Übermalung jahrhundertelang verborgen, wurde diese Ikone erst durch ihre Restaurierung im Jahr 1962 bekannt.

## Beschreibung
Die Ikone ist 84,5 cm hoch. Ihre Breite variiert zwischen 44,3 cm an der oberen und 43,8 cm an der unteren Kante. Sie war ursprünglich größer und wurde an den Seitenrändern und am oberen Rand beschnitten. Der Bildträger ist ein 1 bis 2 cm dickes Holzbrett.
Die spätantike Maltechnik, bei der die Farbpigmente in heißem Bienenwachs gebunden aufgetragen wurden (Enkaustik), ist vor allem von ägyptischen Mumienporträts bekannt. Sie kam im 6. Jahrhundert außer Gebrauch. Infolge des Bildersturms blieben nur sehr wenige enkaustische Ikonen erhalten.
Christus ist als Brustbild mit goldenem Kreuznimbus dargestellt. Die drei Kreuzbalken heben sich durch einen etwas dunkleren Ton vom Nimbus ab. Am Rand des Nimbus verläuft ein Schmuckmotiv von kleinen gestempelten Rosetten.
Christus wendet sich dem Betrachter frontal zu. Die rechte Hand ist im Segensgestus erhoben, die linke Hand hält ein goldenes, kostbar verziertes, geschlossenes Evangelienbuch. Er ist in ein purpurnes Gewand (himation) in der Weise gekleidet, dass die Arme bis zum Handgelenk bedeckt sind. Von der Unterkleidung, einer Tunika, ebenfalls purpurn, ist deshalb nur ein kleines Stück zu sehen. Ein vertikaler Streifen (clavus) hebt sich auf diesem Kleidungsstück durch einen etwas helleren Farbton ab und war ursprünglich mit Gold gehöht, wovon aber nur Spuren erhalten sind.
Der Hintergrund ist nur angedeutet. Es scheint sich um eine entfernte Architektur mit Fenstern zu handeln, dazwischen eine Exedra. Die Beziehung der Christusfigur zu diesem Hintergrund bleibt unbestimmt. Der Horizont ist durch ein blaugrünes Band angedeutet, darüber wölbt sich blaugrau der Himmel. In den oberen beiden Ecken der Ikone erkennt man zwei stilisierte achtstrahlige goldene Sterne. (Bei der Restaurierung beließ man auf der Hintergrundarchitektur die fragmentarische zinnoberrote griechische Inschrift  ΙC ΧC Ο ΦΙΛ(άνθρω)Π(ος), „Jesus Christus, der Menschenfreundliche“ – wobei es nicht eindeutig war, ob diese Inschrift bei einer byzantinischen Überarbeitung der Ikone hinzugefügt wurde, oder aber ursprünglich war.)
Licht und Schatten sind in weitgehend natürlicher Weise verteilt. Eine einzige Lichtquelle oben rechts scheint das Gesicht Christi zu beleuchten. Tiefe Schatten auf der dem Licht abgewandten Gesichtshälfte lassen es plastisch wirken. Verglichen mit der naturalistischen Malweise von Gesicht und Bart ist das dunkle Haar, das dieses Gesicht rahmt, recht schematisch wiedergegeben.

## Christusporträt auf Münzen

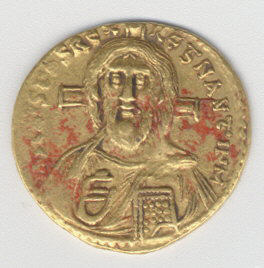
Solidus des Kaisers Justinian II. (Metropolitan Museum of Art)

Die Art, wie Christus hier dargestellt ist, entspricht dem Christus auf Münzprägungen des Kaisers Justinian II. In unruhigen Zeiten begegnet erstmals anstelle eines politischen Herrschers Christus als Allherrscher (Pantokrator) auf byzantinischen Prägungen. Die Christusdarstellung entspricht den Erfordernissen eines Herrscherbildes: Christus ist erwachsen (nicht als Jugendlicher) und kraftvoll (nicht als der Leidende) ins Bild gesetzt. Der Hof von Konstantinopel favorisierte anscheinend dieses spezielle Christusbild.

## Zwei Gesichter

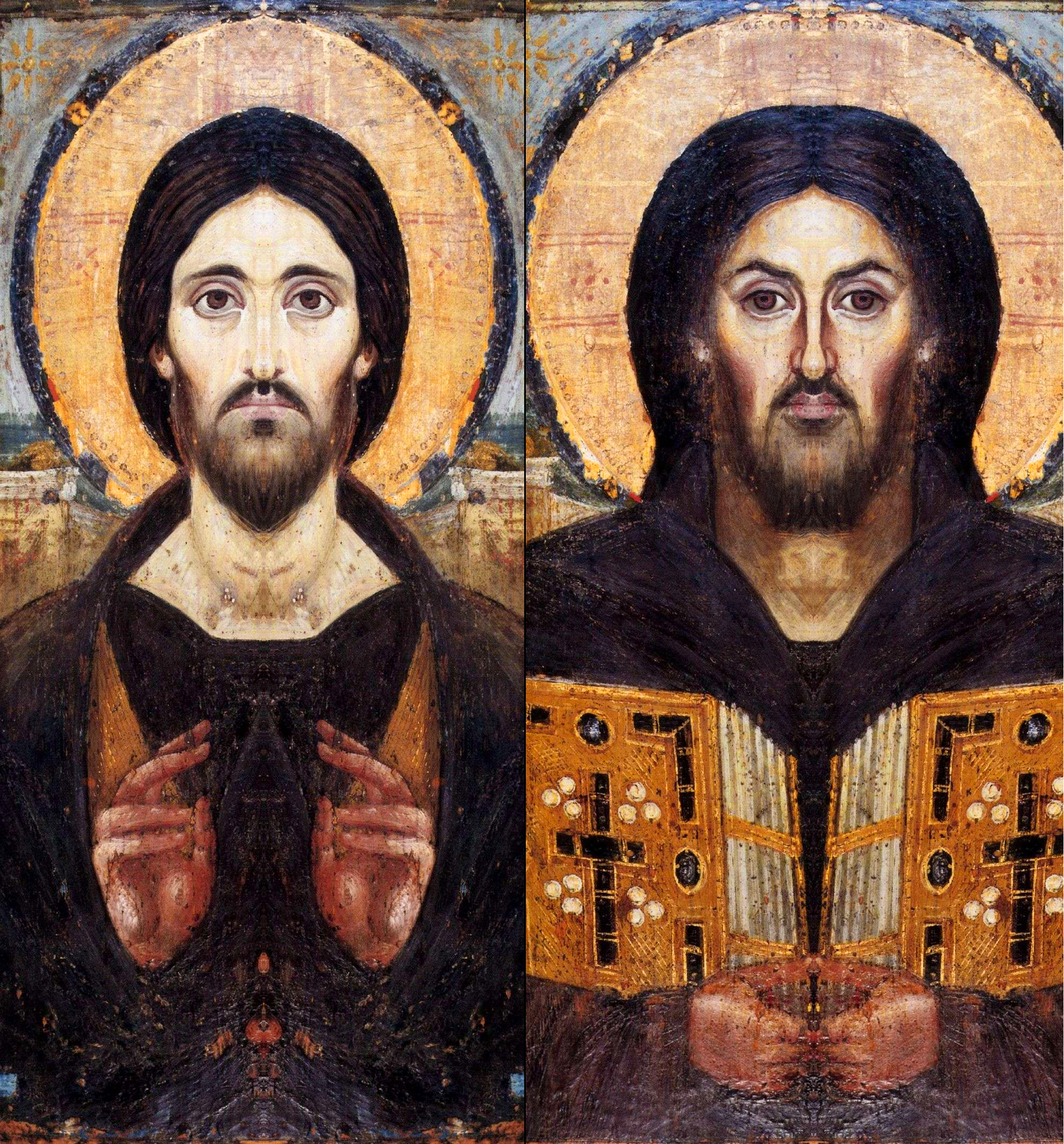
Zwei Gesichter der Christusikone

Christus hat auf dieser Ikone zwei Gesichter. Man kann das sehr gut erkennen, wenn man das Bild vertikal teilt und dann an der Mittelachse spiegelt: Auf der einen Seite ein junger Mann, der verletzlich, introvertiert oder traurig wirkt, auf der anderen Seite ein mächtiger „Titan“. Kurt Weitzmann, der mit seiner Publikation der Sinaiikonen auch diese Christusikone bekannt machte, wies darauf hin, dass die Ikone immer wieder zwischen naturalistischer und abstrakter Darstellungsweise changiert. Weitzmann vermutete, dass der Künstler damit die Zweinaturenlehre des Konzils von Chalcedon (451) ins Bild setzen wollte: Jesus Christus, wahrer Mensch und wahrer Gott.